# Товариство українських інженерів у Празі
Товариство українських інженерів у Празі — організація, яка діяла у 1930 —1939 роках у Празі й об'єднувала понад 150 членів (на 1938 рік) — інженерів різних фахів. Серед керівних діячів були: А. Галька, Віктор Доманицький, П. Стецьків, М. Главич, О. Дольний та ін.